# Битка на Бајкалском језеру
Битка на Бајкалском језеру била је вероватно једина битка коју су водили ратни бродови чехословачке флоте у Првом светском рату.

## Позадина догађаја
У августу 1918. године, чехословачки легионари под командом пуковника Радола Гајде борили су се против Црвене армије за планинске клисуре око Бајкалског језера, у којима су били врло добро заштићени. Гајда је био забринут што је Бајкалско језеро у потпуности било под контролом бродова Црвене армије, који су угрожавали позадину чехословачких легионарских трупа у Русији.
Чехословачки легионари су током окупације бајкалских лука успели да заплене пароброде Сибирјак, Бурјат и Федосиа. Након што су наоружали бродове са четири хаубице они су их искористили за упаде у позадину непријатеља.

## Ток битке
Дана 15. августа 1918. године чехословачка легионарска флота је испловила из Листвјанке. У подне 16. августа 1945. године флота је праћена маглом стигла на око 8 км испред луке Мисова. Магла се у том тренутку повлачила и легионари су могли да виде луку. Црвеноарнејци су мислили да су то њихови бродови који превозе намирнице, што је Чехословацима омогућило да се приближе луци на 4 км Тек тада су Црвеноармејци схватили своју грешку.
Ледоломац Бајкал стациониран у луци одмах је започео припрему да отвори ватру, али Чехословаци су били бржи. Отворили су ватру из хаубица на ледоломац Бајкал и на саму луку и железничку станицу. Ледоломац Бајкал је потонуо након прецизног погодка са пароброда Сибирјак (са кога је пуцао легионар Колин) а избила је и паника на запањеној железничкој станици у Мисову.
Док су станица и лука били су у пламену, након око пола сата гранатирања са легионарских бродова, стигао је оклопни воз из кога су топови отворили ватру на чехословачке бродове. Међутим након обављеног задатка легионари су се брзо повукли и мирно и безбедно се вратили у Лиственичин.
У повратку чешки бродови су наишли на још један непријатељски брод, ледоломац Ангара, али су са њим избегли борбу, да би неколико дана касније легионари заузели овај ледоломац.

## Епилог
Вест о кампањи Чехословачке легије у Сибиру током лета 1918. године поздравили су савезнички државници у Великој Британији и Француској, видећи операције легионара као средство за реорганизацију источног фронта против Немачке. 
Амерички председник Вудро Вилсон, који се одупирао ранијим савезничким предлозима за интервенцију у Русији, попустио је пред домаћим и страним притиском, и одлучио да подржи евакуацију легионара из Сибира. У том смислу почетком јула 1918. објавио је меморандум за помоћ у коме је позвао САД и Јапан на ограничену интервенцију у Сибиру ради спасавања чехословачких трупа које су бољшевичке снаге блокирале у Забајкалу.
Међутим, Чехословаци су се већ пре тога успели да се изборили за своја права. У време када се већина америчких и јапанских јединица искрцала у Владивостоку, Чехословаци су већ били тамо да их дочекају. 
Интервенција савезника у Сибиру наставила се тако да је до јесени 1918. у региону било 70.000 јапанских, 829 британских, 1.400 италијанских, 5.002 америчких и 107 француских колонијалних (вијетнамских) трупа. Многи од ових контингената подржавали су анти-бољшевичке Русе и козачке заповеднике који су успоставили регионалну владу након чехословачког заузимања Трансибирске железнице.
Кампања Чехословачке легије у Сибиру импресионирала је савезничке државнике и приближила их идеји о независној чехословачкој држави. Како су легионари тог лета кретали од једне до друге победе, Чехословачки национални савет почео је да добија све више званичних изјава, о неопходности признања државе Чехословачког народа, од различитих савезничких влада.